# Communautés noires au Canada
2e rangée : Josiah Henson, Donovan Bailey, Deborah Cox, Mathieu da Costa

3e rangée : William Hall, Jarome Iginla, Marlene Jennings, Clement Virgo (en)

Les communautés noires au Canada, également appelées les Canadiens Noirs, ou Afro-Canadiens, sont les citoyens canadiens, ou les résidents permanents du Canada ayant la peau noire. La majorité des canadiens Noirs ont des origines caraïbéennes et antillaises. Si on les regroupe, les canadiens Noirs forment le troisième groupe ethnique visible du Canada, après les Est-Asiatiques (principalement chinois) et les Sud-Asiatiques.
Les Canadiens d'origine jamaïcaine, haïtienne, trinidadienne et tobagonienne, somalienne, barbadienne, éthiopienne (en), nigériane, ghanéenne et congolaise comptent parmi les groupes démographique les plus importants dans la communauté Afro-Canadienne.
Les différentes communautés noires canadiennes se concentrent principalement dans les centres urbains et dans l’Est du Canada. Selon le recensement de 2011, sur les 32 852 320 Canadiens interrogés, 945 700  (2,88 % de la population) s’identifient comme Noirs, dont 397 175 (41,99 % de ceux-ci) à Toronto, 216 310 (22,87 %) à Montréal et 60 660 (6,41 %) à Ottawa-Gatineau, 32 985 à Calgary, 32 730 à Edmonton, 23 545 à Vancouver, 19 060 à Hamilton, 17 840 à Winnipeg, et 13 780 à Halifax.
Le Canada, a provisoirement connu jusque dans les années 1950 des clauses restrictives en matière immobilière qui interdisaient dans plusieurs localités la vente de propriétés à des Afro-Canadiens, à des Juifs canadiens, ou encore à des immigrants Sino-Canadiens. Une certaine discrimination, minoritaire, persiste encore aujourd'hui en termes d'accès à l'emploi, ou à l'éducation pour la communauté noire canadienne.

## Histoire

### Premiers Noirs au Canada
Les premiers habitants noirs du Canada étaient des esclaves. Amenés de force au Canada entre 1629 et 1834, les esclaves noirs du Canada provenaient majoritairement des Antilles, des colonies anglaises ou de la Louisiane. Parallèlement, entre 1629 et 1865, plusieurs centaines de milliers de fugitifs afro-américains chercheront à s’établir sur le territoire canadien. Tous ont l’espoir d’y trouver une vie meilleure. Certains fuient leur condition d’esclave. D’autres, libres cette fois, fuient la discrimination raciale, les persécutions et les restrictions imposées par leur gouvernement. Partout au Canada, les réfugiés noirs, comme les premiers esclaves noirs contribueront à la formation de communautés actives et solidaires, dont plusieurs Canadiens sont les fiers descendants.
En Nouvelle-France et au Bas-Canada, les métissages et les mariages interraciaux entre Français et Noirs donnent lieu à une nombreuse descendance selon l'historien Frank Mackey. Les descendants des esclaves noirs ont maintenant la peau blanche. Ils portent des noms comme Carbonneau, Charest, Johnson, Lafleur, Lemire, Lepage, Marois et Paradis. Notons qu'un d'un point de vue américain, ils pourraient être considérés comme Noirs vu la règle de la goutte de sang.

#### Mathieu Da Costa
Mathieu Da Costa serait le premier Noir à avoir mis les pieds au Canada. Homme libre, Mathieu Da Costa parlait portugais, français, hollandais et probablement différentes langues autochtones, dont un dialecte commercial de contact, le pidgin basque. Cette aptitude lui permit de servir comme truchement (interprète) pour le compte de la France et de la Hollande. Dans le cadre de ses fonctions, Mathieu Da Costa fut amené à participer à plusieurs missions exploratrices et expéditions commerciales. Sans doute originaire du Cap-Vert en Afrique, il serait venu au Canada à plusieurs reprises.
En 1603, il aurait fait partie de l’expédition commandée par François Gravé du Pont. Puis, en 1606, engagé par contrat à Pierre Du Gua de Mons, titulaire du Monopole Royal en Nouvelle-France, Mathieu Da Costa aurait possiblement séjourné en Acadie.
Mathieu Da Costa aurait aussi, selon toute vraisemblance, accompagné Samuel de Champlain lors de son (ou ses) voyage(s) dans la région du Saint-Laurent.
À partir de 1609, les historiens perdent la trace de Mathieu Da Costa.

### Esclaves

#### Olivier Le Jeune
La première référence officielle de la présence de Noirs au Canada est celle d’un homme noir (dit « nègre ») décédé du scorbut à Port-Royal (Acadie) entre 1606 et 1607. Cependant, rien ne permet d’affirmer si cet homme est un esclave ou un homme libre,.
Le premier esclave noir identifié en Nouvelle-France est Olivier Le Jeune. En 1629, Olivier Le Jeune, originaire de Madagascar ou de Guinée, n’est encore qu’un enfant (âgé entre 6 ans ou 10 ans, selon les sources) lorsqu’il est amené au Canada par David Kirke, lors de l’invasion anglaise de la Nouvelle-France. L’année suivante, Olivier Le Jeune est vendu à Le Baillif, un commis français à la solde des Anglais, pour la somme de cinquante écus. En 1632, le traité de Saint-Germain-en-Laye met fin à l’occupation anglaise de la Nouvelle-France. La même année, Le Baillif, sur le point de quitter la colonie, fait don d’Olivier Le Jeune à Guillaume Couillard, un des premiers habitants permanents établis en Nouvelle-France. En 1633, le jeune garçon, qui fréquente l’école des Jésuites, est baptisé selon le rite catholique romain. Lors de son baptême, il reçoit le prénom d’Olivier, probablement en l’honneur du commis général Olivier Letardif, et le patronyme de Le Jeune, en l’honneur du père Paul Le Jeune. Olivier Le Jeune est inhumé en 1654, à Québec. Il est alors enregistré comme domestique de Guillaume Couillard. Personne ne sait s'il est mort en esclave ou en homme libre.
D’ailleurs, jusque dans les années 1680, Olivier Le Jeune semble avoir été le seul homme Noir à avoir séjourné en Nouvelle-France. Le recensement de 1686, réalisé par l’intendant Jacques de Meulles, confirme la présence d’un deuxième esclave Noir en Nouvelle-France, un dénommé La Liberté.

#### Esclaves sous les régimes français et britannique

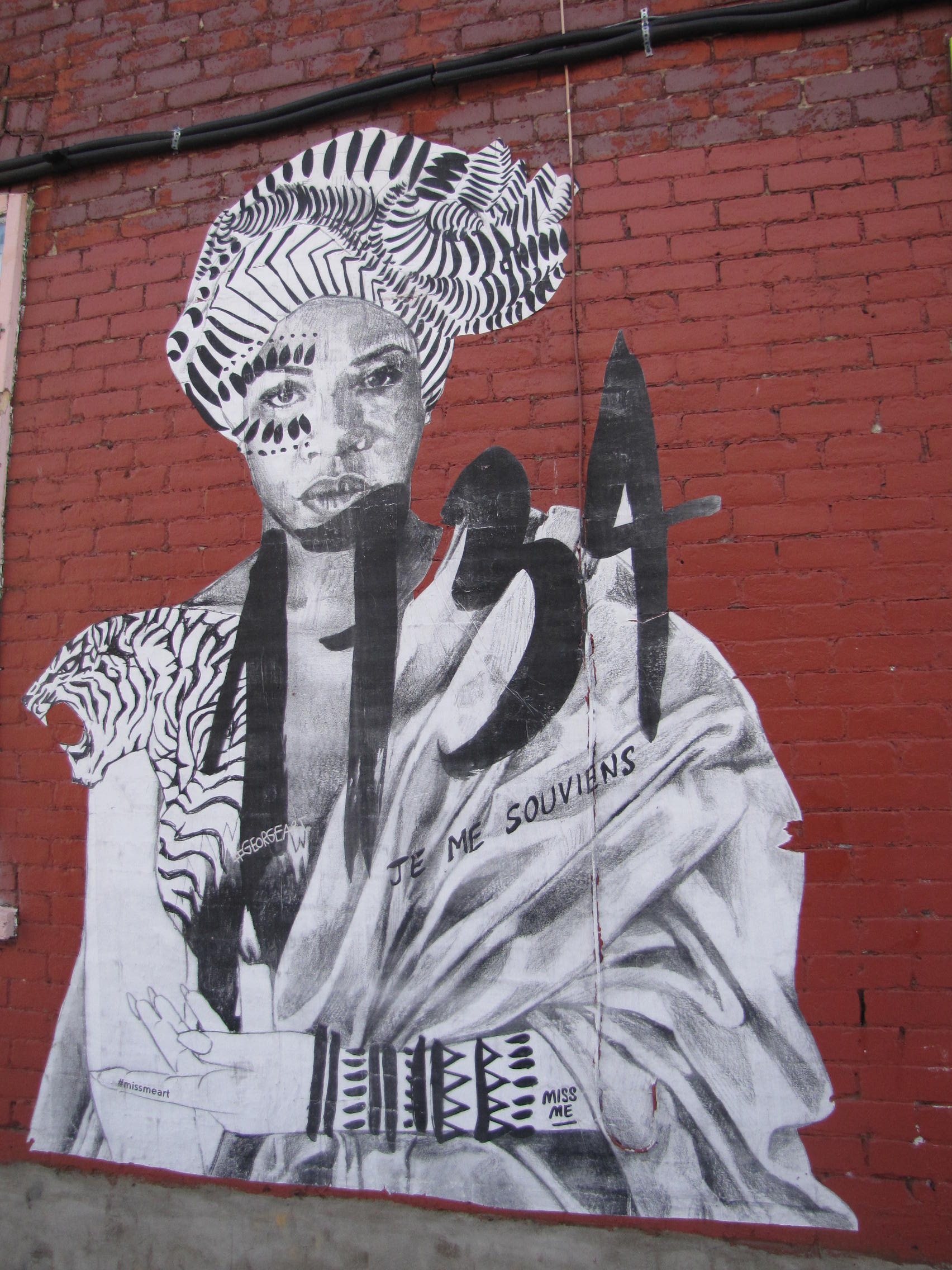
Les descendants des esclaves noirs qui ont vécu dans l'actuel Canada français sont des Canadiens français passant pour Blancs,,. Ils portent des noms comme Carbonneau, Charest, Johnson, Lafleur, Lemire, Lepage, Marois et Paradis.

Au Canada, l’esclavage est introduit à la fin du XVIIe siècle à la demande de quelques hauts fonctionnaires français, sans véritable succès. Durant le régime français, de 1629 à 1760, la présence noire sur le territoire canadien reste très limitée. Quelques centaines d’individus, tout au plus, y sont dénombrés. C’est sous le régime britannique que l’esclavage prend toute son importance, avec l’arrivée des esclaves noirs appartenant aux Loyalistes blancs venant ainsi gonfler le nombre d’esclaves déjà présents dans la colonie. Bien que l’esclavage existe bel et bien au Canada de 1629 à 1834, il n’a pas la même importance que dans les Antilles ou aux États-Unis.
En effet, contrairement aux Antilles françaises (1685), à la Guyane (1723) ou à la Louisiane (1724), aucun Code noir n’est adopté en Nouvelle-France. C’est plutôt l’ordonnance de l’intendant Raudot, adoptée en 1709, qui légalise l’esclavage. Puis, l’Article 47 de la capitulation de Montréal et une requête présentée à la chambre d’Assemblée en 1799 renforcent le caractère légal de l’esclavage.
Généralement possédés par des membres de l’élite coloniale urbaine (ex. : membres de l’administration publique, membre de la communauté d’affaire, communautés religieuses, etc.), les esclaves noirs permettent à leur propriétaire d’afficher leur statut social, d’étaler leur fortune ou leur réussite financière.
La majorité des esclaves noirs de la colonie sont employés comme domestiques et s’occupent des travaux ménagers (ex. : cuisine, nettoyage et éducation des enfants), tandis que les panis, les esclaves amérindiens, s’occupent des lourds travaux. Bien que pénibles, les conditions de vie et de travail des esclaves noirs au Canada diffèrent des conditions de vie et de travail vécues par les esclaves noirs des Antilles ou des États-Unis . La plupart du temps, leurs conditions de vie et de travail ressemblent à celles des domestiques blancs. Dans certains cas, même, une relation complexe entre maître et esclave peut être observée. La faible présence d’individus noirs aurait été à l’origine de cette attitude « ouverte » des propriétaires d’esclaves canadiens.

## Réfugiés afro-américains
Un autre groupe, dont descend aujourd’hui plusieurs Canadiens noirs, est celui des réfugiés afro-américains arrivés par milliers entre 1770 et 1865.

### Loyalistes noirs
En 1776, les Treize colonies anglaises d’Amérique du Nord s’unissent et proclament leur indépendance. Cependant, près du tiers des habitants des Treize colonies souhaitent rester fidèles à la Grande-Bretagne. La sécurité de ces derniers, considérés comme des traîtres, est alors menacée par les Rebelles américains.
Entre 1775 et 1785, environ 100 000 Loyalistes quittent les États-Unis. Certains immigrent en Grande-Bretagne ou dans d’autres territoires de possession britannique, comme les Antilles ou les Bermudes, alors que d’autres choisissent plutôt de s’établir en Amérique du Nord Britannique. Quelques milliers de Loyalistes décident de s’installer au Québec (ex. : Montréal et les Cantons-de-l’Est), mais la majorité d’entre eux, soit plus de 40 000, choisissent de s’établir en Nouvelle-Écosse. En s’installant au Canada, ils amènent avec eux 2 000 esclaves noirs, faisant ainsi considérablement gonfler le nombre d’esclaves noirs présents dans la colonie.
Parallèlement, quelque 3 500 esclaves noirs, ayant obtenu leur liberté en combattant aux côtés des Britanniques, choisissent de s’installer dans les Maritimes. En janvier 1775, afin de gonfler les rangs de l’armée britannique continentale, Lord Dunmore promet aux esclaves noirs l’obtention de leur liberté et de droits égaux. Sous ces conditions, plus de 300 Noirs rejoignent les rangs de l’armée britannique et forment l’Ethiopian Regiment et le Black Pionners. En échange du service rendu, la Grande-Bretagne s’engage également à donner aux Loyalistes, blancs comme noirs, une terre agricole. Les Loyalistes noirs s’installent dans les Maritimes et y fondent de véritables communautés indépendantes, comme à Birchtown.
Cependant, la plupart des Loyalistes noirs n’obtiennent pas leur terre. Quand ils en obtiennent une, elle est généralement de mauvaise qualité et trop petite : la superficie de ces terres, oscillant entre 1 et 50 acres, les rendent impropres à la culture de subsistance. Cette situation contraint une vaste majorité de familles loyalistes noires à chercher du travail occasionnel comme métayers, domestiques ou ouvriers.
Les Loyalistes noirs qui se sont installés dans ces communautés souffrent de discrimination et de ségrégation raciale.
En 1792, frustrés par la situation, 1 200 Loyalistes noirs décident d’émigrer en Sierra Leone.

### Underground Railroad
Entre 1780 et 1865, la majorité des Noirs établis au Canada sont des réfugiés ayant fui les persécutions, les violences et les lois discriminatoires (ex. : lois de 1793 et de 1850) des États esclavagistes des États-Unis. Pour passer au Nord, ces individus empruntent des routes clandestines, nommées underground railroad, qui suivent le développement du chemin de fer. Entre 40 000 et 60 000 individus noirs, esclaves ou libres, en provenance des États-Unis s'installent au Canada (principalement en Ontario) durant cette période. À la suite de la guerre de Sécession, la grande majorité de ces individus retournent aux États-Unis, l'esclavage y ayant été aboli.

### Réfugiés de la guerre de 1812
Après la guerre de 1812, favorisé par une pénurie de main d’œuvre dans les Maritimes, un grand nombre de Noirs américains immigre au Canada. Entre 1812 et 1816, plus de 2 000 Noirs s’installent en Nouvelle-Écosse et au Nouveau-Brunswick.

## Immigration récente
Un autre groupe de Canadiens noirs est issu de l’immigration récente.
En 1960, le gouvernement canadien adopte une politique qui met fin à la discrimination « fondée sur la race, la couleur, l’origine nationale, la religion ou le sexe ». À partir de 1962, la formation, l’instruction et les compétences sont les principaux critères d’admissibilité considérés lors de l’admission d’un nouvel immigrant. Puis, en 1967, le Canada abolit le système d’immigration basée sur la discrimination raciale. L’immigration est désormais ouverte à tous les immigrants autrefois interdits par la Loi de l’immigration de 1910. Dès lors, l’immigration des personnes noires augmente exponentiellement. En effet, à partir de 1960, favorisés par le contexte économique, des milliers d’Antillais, provenant principalement d’Haïti, de Jamaïque et d’Afrique, immigrent au Canada.